# Amen (chanson d'Ana Soklič)
Pour les articles homonymes, voir Amen (homonymie).
Chansons représentant la Slovénie au Concours Eurovision de la chanson
Voda
(2020) Disko (en)
(2022)
Singles de Ana Soklič
Voda
(2020)
Amen est une chanson interprétée par Ana Soklič.
Elle est sélectionnée pour représenter la Slovénie au Concours Eurovision de la chanson 2021, à l'issue de l'émission EMA 2021, diffusée le 27 février 2021.